# Microrégion de Porto Nacional
La microrégion de Porto Nacional est l'une des trois microrégions qui subdivisent l'est de l'État du Tocantins au Brésil.
Elle comporte 11 municipalités qui regroupaient 338 559 habitants en 2012 pour une superficie totale de 21 198 km².

## Municipalités[1]
- Aparecida do Rio Negro
- Bom Jesus do Tocantins
- Ipueiras
- Lajeado
- Monte do Carmo
- Palmas
- Pedro Afonso
- Porto Nacional
- Santa Maria do Tocantins
- Silvanópolis
- Tocantínia